# 16449 Kigoyama
16449 Kigoyama este un asteroid din centura principală de asteroizi.

## Descriere
16449 Kigoyama este un asteroid din centura principală de asteroizi. A fost descoperit pe 29 septembrie 1989 la Kitami de Tetsuya Fujii și Kazuro Watanabe. Asteroidul prezintă o orbită caracterizată de o semiaxă mare de 3,18 ua, o excentricitate de 0,17 și o înclinație de 4,9° în raport cu ecliptica.